# 타란토 전투
타란토 전투는 제2차 세계 대전 당시 앤드루 커닝엄이 이끄는 영국 해군이 이니고 캄피오니가 이끄는 이탈리아 왕국 해군에 맞서 1940년 11월 11일에서 12일로 넘어가는 밤 사이에 벌인 기습 공격이다. 영국 해군은 역사상 처음으로 항공기만으로 선박을 공격하는 작전을 펼쳤다. 지중해에 있던 HMS 일러스트리어스에서 출격한 21대의 뇌격기 페어리 소드피시가 맡았다. 
1940년 11월 11일 밤 수심이 얕음에도 불구하고 영국 해군은 항공어뢰를 사용해 타란토에 정박한 이탈리아 왕국 해군의 함선들을 공격했다. 영국 해군의 공격은 성공했고, 이로 인해 함선거포주의보다 해군 항공이 지배력을 행사할 수 있는 지위를 얻게 되었다. 작전을 지휘한 앤드루 커닝엄은 "타란토와 1940년 11월 11일/12일 밤은 해군항공대에서 해군이 가장 강력한 무기를 가지고 있음을 최종적으로 보여줬기에 영원히 기억될 것이다"라고 소회했다. 이 작전이 일본 제국 해군의 진주만 공습에 영향을 주었는 지에 대해서는 학자들마다 의견이 갈린다. 